# Ita Salandra
L'Associazione Polisportiva Dilettantistica Ita Salandra è una società di calcio a 5 femminile italiana con sede a Matera, ma rappresentante il paese di Salandra. Nella stagione 2013-2014 milita nel campionato di Serie A femminile.

## Storia

### Gli inizi
La società nasce nel giugno 1999 in occasione dell'inaugurazione del Palasport intitolato a Marco Saponara, quando un gruppo di amiche si apprestano a disputare la loro prima partita di futsal. Non esistendo ancora un campionato regionale, l'anno successivo si iscrivono al campionato pugliese con la denominazione di Polisportiva Salandra. Le salandresi militano nel campionato pugliese per tre stagioni.  Nel frattempo in Basilicata il calcio 5 femminile diventa un movimento in espansione e si organizza il primo campionato lucano di calcio a 5 femminile. Nella stagione 2006-07 la polisportiva vince il suo primo titolo regionale, obiettivo bissato anche nella stagione seguente durante la quale si registra anche l'affermazione in Coppa Italia. Nella stagione 2008-09 la società non iscrive la squadra ad alcun campionato FIGC, salvo farci ritorno la stagione seguente con la denominazione ITA Salandra; la squadra vince tutto: campionato, coppa Italia e Coppa Disciplina.
Nella stagione 2010/2011 vince il campionato regionale davanti allo Sporting Avis Venosa, battuto anche in finale di Coppa Italia regionale. Raggiunge, così, la promozione nella neocostituita Serie A. Ad allenare la squadra viene chiamata Nicoletta Sergiano, grazie alla quale il Salandra riesce a raggiungere l'obiettivo salvezza con l'ottavo posto conquistato nel girone B.

### Conferme in Serie A
L'anno successivo vede l'Ita Salandra raggiungere la Final Eight in Coppa Nazionale (venendo però eliminata al primo turno dal Sinnai, che vincerà la Coppa) e i play-off, avendo concluso il campionato al terzo posto, a pari con il Real Statte, penalizzato di 6 punti, che si qualifica direttamente ai quarti di finale in virtù degli scontri diretti. In seguito al ricorso effettuato, il Real Statte riprenderà la vetta del girone, recuperando 2 dei 6 punti persi a tavolino.  La squadra parte dagli ottavi di finale, che la vedono apporsi alla Virtus Roma. La squadra capitolina si impone per 1 rete a 0, firmata da Fabiana Pasquali, ma avendo perso 3 a 1 nella gara di ritorno al PalaSaponara, permette alla compagine lucana di raggiungere i quarti di finale e di riconfermarsi tra le otto più forti d'Italia come nella Coppa. Il cammino della squadra si ferma ai quarti di finale contro il Sinnai, a causa di una doppia sconfitta: 2 a 1 all'andata a Salandra e 3 a 1 al ritorno in terra sarda, per un passivo di 5 a 2. Con l'abbandono di Nicoletta Sergiano il ruolo d'allenatore passa nelle mani del vice, Willy Lapuente. Il nuovo obiettivo dichiarato dal presidente è la riconferma di quello fatto la passata stagione, provando a fare ancora meglio.

## Palmarès
- Campionato Regionale: 1

2010/2011
- Coppa Italia Regionale: 1

2010/2011